# Katastrofa w przestworzach
Katastrofa w przestworzach – serial dokumentalno-fabularny produkcji Cineflix (Francja/Kanada), ukazujący kulisy dochodzenia w sprawie katastrof lotniczych.
Program obecnie składa się z dwudziestu czterech serii (w Polsce emisja odcinków odbywa się na bieżąco). Każdy z odcinków przedstawia historię zazwyczaj jednego, tragicznego lotu. Odtworzona zostaje atmosfera na pokładzie oraz napięcie towarzyszące pilotom w kokpicie. Dzięki zapisom z tzw. czarnych skrzynek następuje drobiazgowe ustalenie wszystkich szczegółów tragedii. Opis wydarzeń uzupełniają relacje pilotów, ekspertów lotnictwa (np. z National Transportation Safety Board) oraz ocalałych pasażerów i świadków zdarzeń.

## Emisja
Od 2003 roku, na antenie National Geographic Channel emitowane są premierowe odcinki serialu.
Od marca 2010 roku program jest nadawany także na antenie TV Puls i TV Puls 2 pod nazwą „Podniebny horror”. W kolejnych latach rozpoczęto również emisje odcinków w telewizji TVS, oraz w Stopklatka TV.
Pierwsza seria programu została wyemitowana w telewizji TVN w 2006 roku (premiera 31 lipca 2006, serial był emitowany w poniedziałki o godzinie 22:05).